# 克魯克尼奇
49°41′7″N 23°9′14″E / 49.68528°N 23.15389°E
克魯克尼奇（烏克蘭語：Крукеничі），是烏克蘭西部的村莊，隸屬利維夫州的亞沃里夫區。該村處於錫奇納河畔，始建於1366年，面積3.6平方公里，海拔高度251米，2001年人口994。